# Круговой Данило Владиславович
Данило Владиславович Круговой (рос. Дани́л Владисла́вович Кругово́й, нар. 28 травня 1998, Гатчина, Росія) — російський футболіст, фланговий захисник московського ЦСКА та національної збірної Росії.

## Ігрова кар'єра

### Клубна
Данило Круговой є вихованцем футбольної академії пітерського «Зеніта» «Смена». З 2015 року футболіст виступав за молодіжну команду «Зеніта». У 2016 році Круговой дебютував у ФНЛ у складі «Зеніт-2».
Перед початком сезону 2018/19 футболіст перейшов до клубу Прем'єр-ліги «Уфа». Але вже за рік повернувся до «Зеніта», при цьому ще на один сезон залишившись в «Уфі» на правах оренди. Свою першу гру в основі «Зеніта» Круговой провів у серпні 2020 року у матчі РПЛ проти волгогорадського «Ротора».
В січні 2024 року Данило Круговой підписав контракт з московським ЦСКА, до кінця сезону 2027/28. Контракт вступав в силу з 4 червня 2024 року.

### Збірна
У 2015 році у складі юнацької збірної Росії (U-17) Данило Круговой брав участь у юнацькому чемпіонаті Європи в Болгарії, де його команда дісталася півфіналу. В тому ж році Круговой грав на юнацькому чемпіонаті світу (U-17) у Чилі, де збірна Росії дійшла до 1/8 фіналу.
24 вересня 2022 року у товариському матчі проти збірної Киргизстану Данило Круговой дебютував у національній збірній Росії.

## Титули
Зеніт
 Чемпіон Росії (4): 2020/21, 2021/22, 2022/23, 2023/24
 Переможець Кубка Росії: 2023/24
 Переможець Суперкубка Росії (4): 2020, 2021, 2022, 2023
ЦСКА
 Переможець Кубка Росії: 2024/25
 Переможець Суперкубка Росії: 2025